# 874 Rotraut
874 Rotraut este o planetă minoră ce orbitează Soarele, descoperită pe 25 mai 1917, de astronomul german Max Wolf. Face parte din centura principală.

## Caracteristici
Asteroidul are diametrul mediu de circa 56,47 km. Prezintă o orbită caracterizată de o semiaxă majoră egală cu 3,1575207 UA și de o excentricitate de 0,0775039, înclinată cu 11,14196° în raport cu ecliptica.

## Denumirea asteroidului
Originea numelui său este necunoscută. Se pare că numele provine de la titlul poemului Schön Rotraut de Eduard Moerike.